# Synchlora leucoceraria
Synchlora leucoceraria är en fjärilsart som beskrevs av Pieter Cornelius Tobias Snellen 1874. Synchlora leucoceraria ingår i släktet Synchlora och familjen mätare. Inga underarter finns listade i Catalogue of Life.